# Корски, Дэниел
Дэниел Корски  (род. 1977, Копенгаген) — датский политический советник и бизнесмен, проживающий в Великобритании.  Бывший  советник  премьер-министра Дэвида Кэмерона.  Вице-президент  Совета еврейских лидеров. Он основал компанию PUBLIC, целью которой является поддержка технологических компаний в обеспечении контрактов государственного сектора.

## Биография
Дэниел Корски родился в Дании в 1977 году.  Его мать была среди евреев, изгнанных из Польши во время польского политического кризиса 1968 года.
Корски  переехал в Великобританию в 1997 году.  Окончил Лондонскую школу  экономики в 2000 году и Кембриджский университет  в 2001 году.
Корски  писал для The Spectator в качестве военного корреспондента в Ливии, затем работал стратегическим советником Кэтрин Эштон (с 2012 года).
Он женат на Фионе Макилвам, которая работала послом в Албании с 2009 по 2012 год.
Дэниел Корски  выдвинул свою кандидатуру на выборах мэра Лондона 2024 и считался одним из фаворитов на праймериз Консервативной партии, но был вынужден снять свою кандидатуру после обвнинений в сексуальных домогательствах от 61-летнего телепродюсера Дэйзи Гудвин.